# حي المعيزيلة (الرياض)
حي المعيزيلة يقع في شرق مدينة الرياض، يحده شرقا طريق الجنادرية ويحده جنوبا طريق خريص واما من الغرب فيحده طريق الشيخ جابر الأحمد الصباح وشمالا حي القادسية. يقع في الحي إستاد الملك فهد الدولي وكلية الملك فهد الأمنية.